# Clarkston (Washington)
Clarkston is een plaats (city) in de Amerikaanse staat Washington, en valt bestuurlijk gezien onder Asotin County.

## Demografie
Bij de volkstelling in 2000 werd het aantal inwoners vastgesteld op 7337. In 2006 is het aantal inwoners door het United States Census Bureau geschat op 7244, een daling van 93 (-1,3%).

## Geografie
Volgens het United States Census Bureau beslaat de plaats een oppervlakte van 5,3 km², waarvan 5,0 km² land en 0,3 km² water. Clarkston ligt op ongeveer 246 m boven zeeniveau.

## Plaatsen in de nabije omgeving
De onderstaande figuur toont nabijgelegen plaatsen in een straal van 16 km rond Clarkston.